# Gulf Bank Algeria
Gulf Bank Algérie est une banque commerciale algérienne, filiale de Burgan Bank Group et membre d'un des plus éminents groupes d'affaires du Moyen-Orient KIPCO « Kuwait Projects Company ».
Gulf Bank Algérie, au capital de 20 000 000 000 DZD commence son activité en mars 2004 et se fixe pour principale mission de contribuer au développement économique et financier de l'Algérie.
L'entreprise propose des produits bancaires conventionnels ainsi que ceux conformes aux préceptes de la Charia[Quoi ?].
Gulf Bank Algerie dispose aujourd’hui d’un réseau de 63 agences classiques dont six automatiques, opérationnelles.

## Histoire
La banque du Golf Algérie ou AGB démarre son activité en 2004 en Algérie.
La banque est soupçonnée d'avoir transféré 400 millions d'euros à l'étranger à travers des opérations d'importation en 2013.

## Structure
Le nombre des agences de la banque du Golf Algérie passe de 13 à 30 agences en 2009.

## Activités
- Financement aux entreprises (investissement, exploitation)
- financement aux professionnels et aux commencent
- financement du commerce international
- Crédit aux particuliers
- épargne dépôt et placement
- banque en ligne
- moyens de paiement